# Берёзка (Великолукский район)
Берёзка — деревня в Великолукском районе Псковской области России. Входит в состав сельского поселения «Пореченская волость».
Расположена на юге волости на северном берегу Урицкого озера, в 45 км к югу от райцентра Великие Луки и в 12 км к юго-востоку от волостного центра Поречье.

## Население
Численность населения деревни составляет на 2000 год 8 жителей, на 2010 год — 13 жителей.

## История
До 2005 года деревня входила в состав ныне упразднённой Урицкой волости.